# Andrea Cambiaso
Andrea Cambiaso (* 20. Februar 2000 in Genua) ist ein italienischer Fußballspieler. Der Außenverteidiger und Mittelfeldspieler steht bei Juventus Turin unter Vertrag und ist Nationalspieler.

## Karriere

### Verein
Im Juli 2022 wechselte er zu Erstligisten Juventus Turin, die ihn aber wiederum bis zum Ende der Saison 2022/23 an den FC Bologna verliehen. 
Zur Saison 2023/24 kehrte er, nach einer trotz des Abstiegs beachtlichen Saison, in der Serie A zurück zu Juventus Turin.
Am 28. Oktober 2023 in der Nachspielzeit des Spiels gegen Verona erzielte Cambiaso sein erstes Serie-A-Tor mit den Bianconeri.

### Nationalmannschaft
Am 21. März 2024 gab Cambiaso sein Debüt für das A-Nationalmannschaft beim 2:1-Sieg gegen Venezuela in Fort Lauderdale.

## Erfolge
FC Empoli
- Meister der Serie B: 2020/21

Juventus Turin
- Italienischer Pokalsieger: 2023/24